# Saint-Maurice-de-Tavernole
Pour les articles homonymes, voir Saint-Maurice.
Saint-Maurice-de-Tavernole est une ancienne commune du Sud-Ouest de la France, située dans le département de la Charente-Maritime dans la région Nouvelle-Aquitaine. Elle a disparu le 1er janvier 2016 en fusionnant au sein de la commune nouvelle de Réaux sur Trèfle.
Ses habitants sont appelés les Tavernolais et les Tavernolaises.

## Géographie

### Communes limitrophes
|                           | Neuillac      | Moings (Réaux sur Trèfle) |
| Saint-Germain-de-Lusignan | Saint-Maurice |                           |
|                           |               | Réaux (Réaux sur Trèfle)  |

## Toponymie
Le toponyme proviendrait du patronage de la paroisse à Saint Maurice, et du latin tabernulas, «petites tavernes», comprenant le suffixe augmentatif occitan -ola.

## Administration
Au 1er janvier 2016, la commune de Saint-Maurice-de-Tavernole a fusionné avec celles de Moings et de Réaux. La nouvelle commune s'appelle Réaux-sur-Trèfle.

### Liste des maires
| Période                                  | Période          | Identité           | Étiquette | Qualité     |
| ---------------------------------------- | ---------------- | ------------------ | --------- | ----------- |
| 1995                                     | 2014             | Jean-Michel Mariau |           |             |
| 2014                                     | 31 décembre 2015 | Samuel Mariau      |           | Agriculteur |
| Les données manquantes sont à compléter. |                  |                    |           |             |

### Région
À la suite de la mise en application de la réforme administrative de 2014 ramenant le nombre de régions de France métropolitaine de 22 à 13, Saint-Maurice-de-Tavernole appartient depuis le 1er janvier 2016 à la région Nouvelle-Aquitaine, dont la capitale est Bordeaux. De 1972 au 31 décembre 2015, elle a appartenu à la région Poitou-Charentes, dont le chef-lieu était Poitiers.

## Démographie

### Évolution démographique
L'évolution du nombre d'habitants est connue à travers les recensements de la population effectués dans la commune depuis 1793. À partir du 1er janvier 2009, les populations légales des communes sont publiées annuellement dans le cadre d'un recensement qui repose désormais sur une collecte d'information annuelle, concernant successivement tous les territoires communaux au cours d'une période de cinq ans. 
Pour les communes de moins de 10 000 habitants, une enquête de recensement portant sur toute la population est réalisée tous les cinq ans, les populations légales des années intermédiaires étant quant à elles estimées par interpolation ou extrapolation. Pour la commune, le premier recensement exhaustif entrant dans le cadre du nouveau dispositif a été réalisé en 2005,.
En 2013, la commune comptait 136 habitants, en évolution de +0,74 % par rapport à 2008 (Charente-Maritime : +3,32 %, France hors Mayotte : +2,49 %).
| 1793 | 1800 | 1806 | 1821 | 1831 | 1836 | 1841 | 1846 | 1851 |
| ---- | ---- | ---- | ---- | ---- | ---- | ---- | ---- | ---- |
| 267  | 301  | 343  | 312  | 309  | 299  | 304  | 300  | 308  |

| 1856 | 1861 | 1866 | 1872 | 1876 | 1881 | 1886 | 1891 | 1896 |
| ---- | ---- | ---- | ---- | ---- | ---- | ---- | ---- | ---- |
| 318  | 319  | 291  | 250  | 244  | 240  | 244  | 217  | 192  |

| 1901 | 1906 | 1911 | 1921 | 1926 | 1931 | 1936 | 1946 | 1954 |
| ---- | ---- | ---- | ---- | ---- | ---- | ---- | ---- | ---- |
| 198  | 191  | 200  | 165  | 174  | 184  | 164  | 122  | 121  |

| 1962 | 1968 | 1975 | 1982 | 1990 | 1999 | 2005 | 2010 | 2013 |
| ---- | ---- | ---- | ---- | ---- | ---- | ---- | ---- | ---- |
| 113  | 119  | 101  | 126  | 109  | 109  | 131  | 132  | 136  |

## Lieux et monuments

### L'église Saint-Maurice
C'est une simple petite église rurale du XIIe siècle. D’après la tradition, elle aurait été détruite pendant la guerre de Cent Ans ou les guerres de Religion, puis remplacée par la chapelle du château pour devenir paroissiale.
La dernière campagne de restauration de 2001 a permis de mettre au jour des sarcophages en pied de mur de contreforts. Certains sont partis à Fontaines-d'Ozillac. Elle a permis également de chauler les murs, les mariant agréablement avec la charpente apparente, dont l’entrait serait marqué du XVIIe siècle :
CE TEMPLE A ESTE, FAIT EN L'AN 1604 (ou 1609).
Le plus audacieux aura été sans doute de donner à cette petite église rurale sans éléments remarquables en 2002 un décor contemporain de vitraux et de fresques murales.

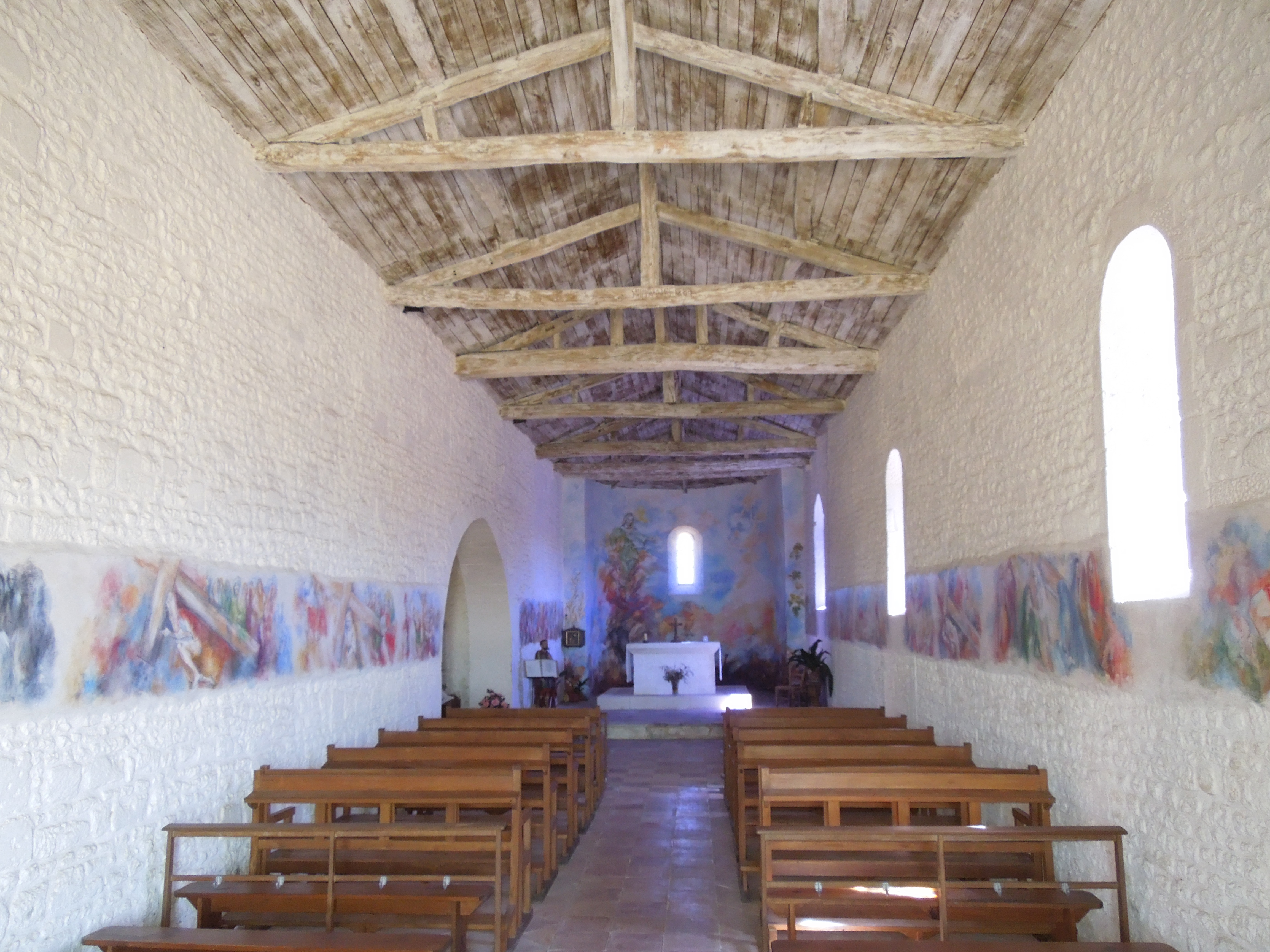
Intérieur.
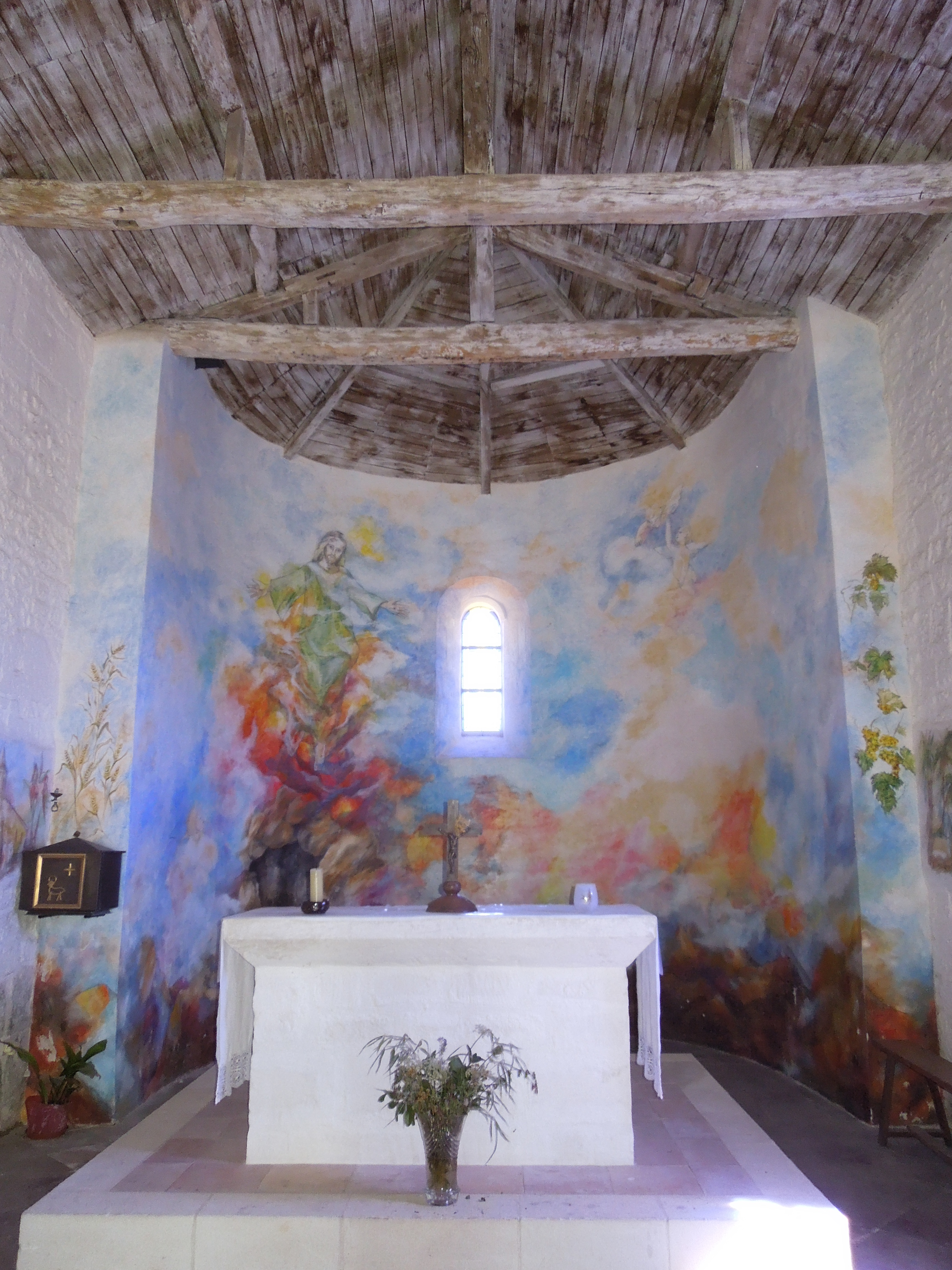
Intérieur.
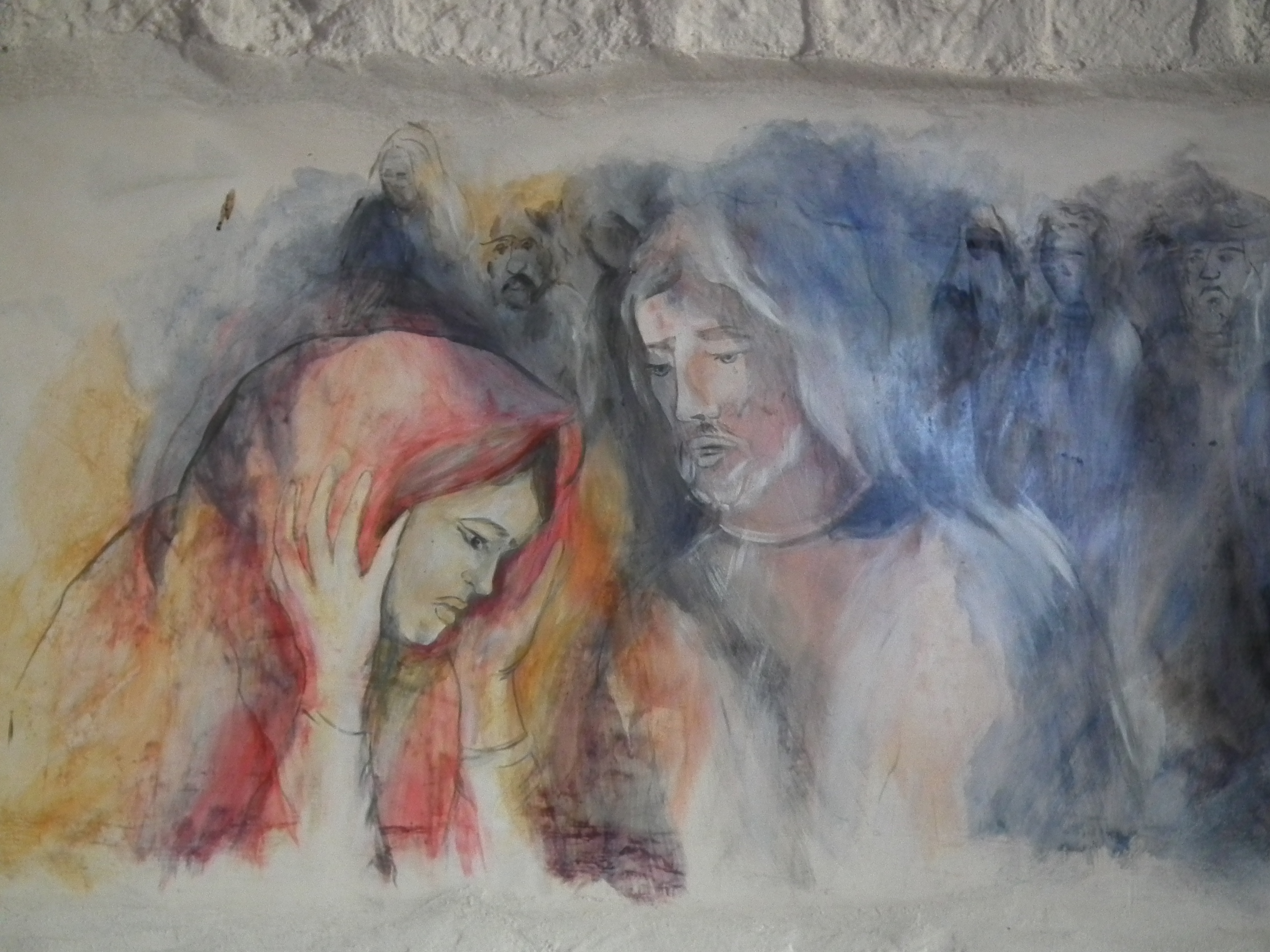
Détail des fresques du chemin de croix.
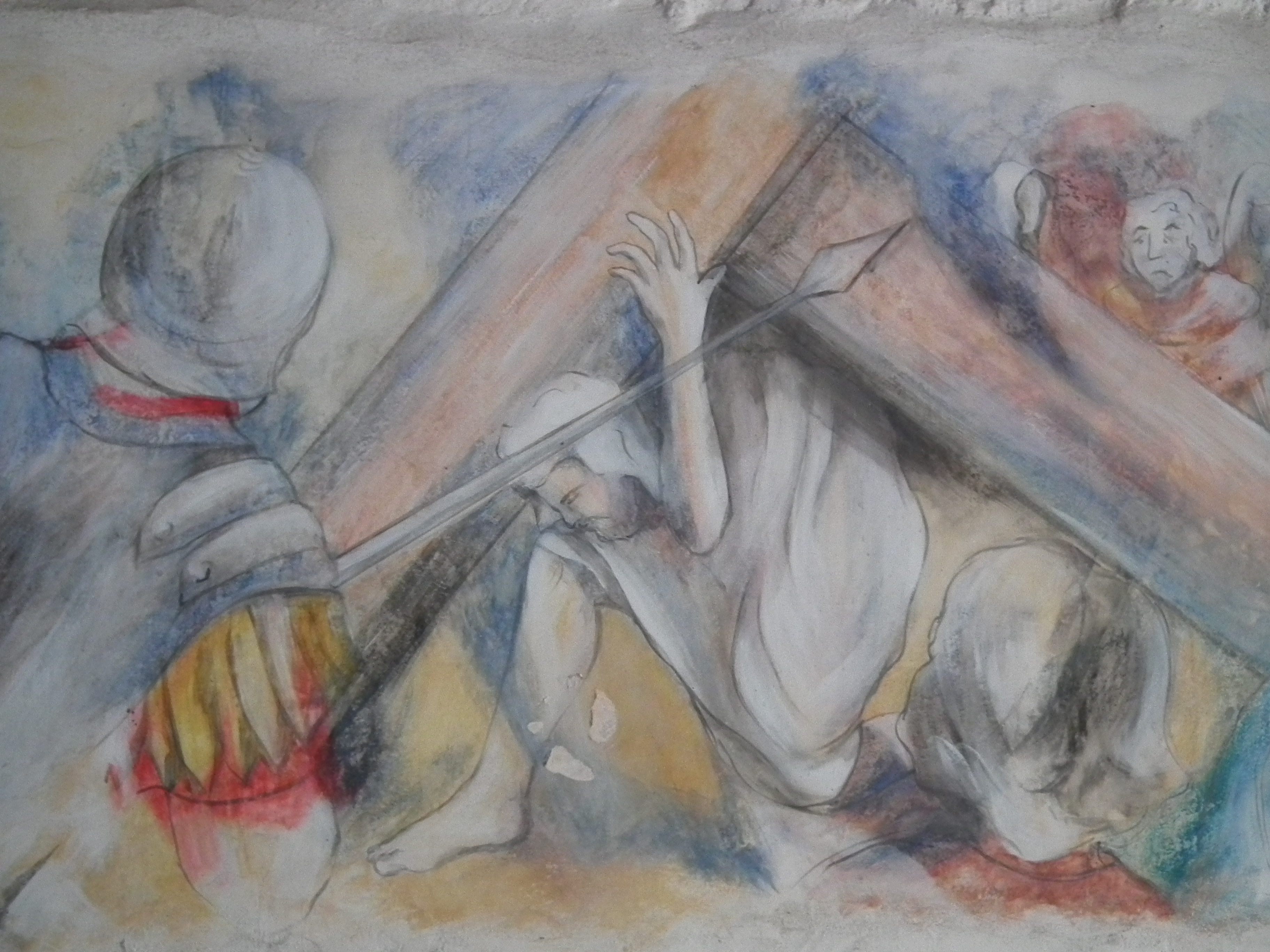
Détail des fresques du chemin de croix.
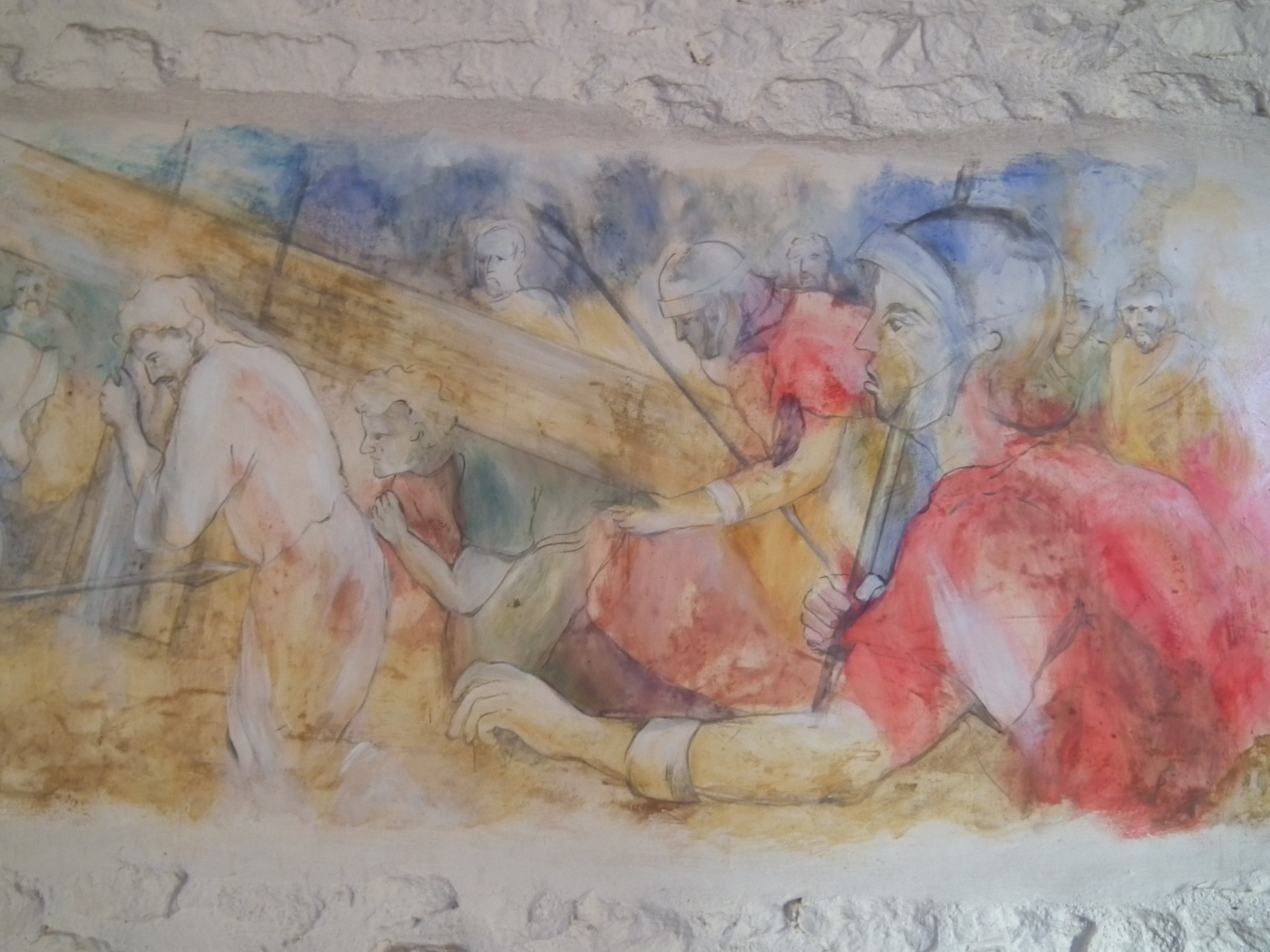
Détail des fresques du chemin de croix.